# Plockton

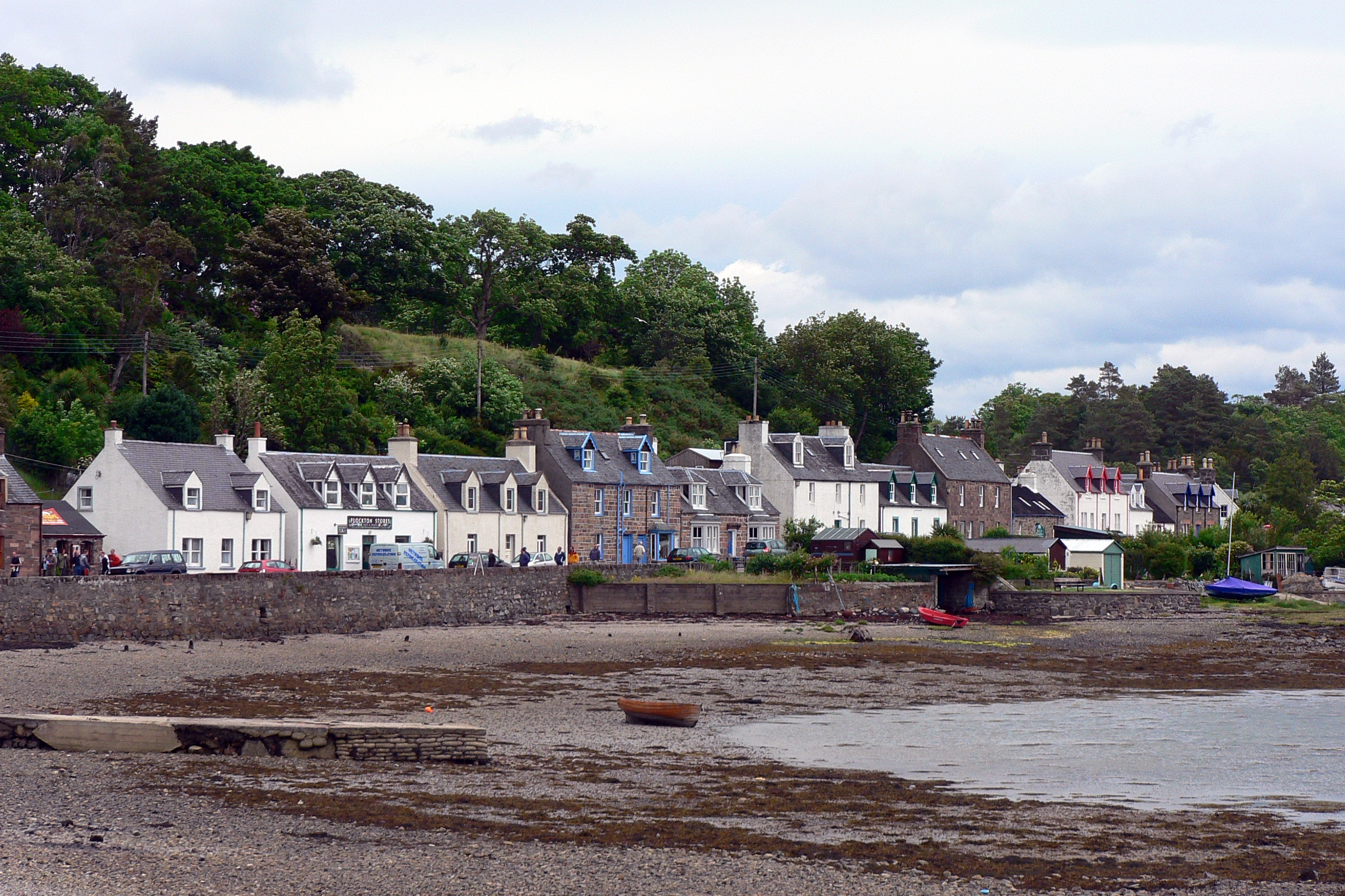
Scozia: il villaggio costiero di Plockton

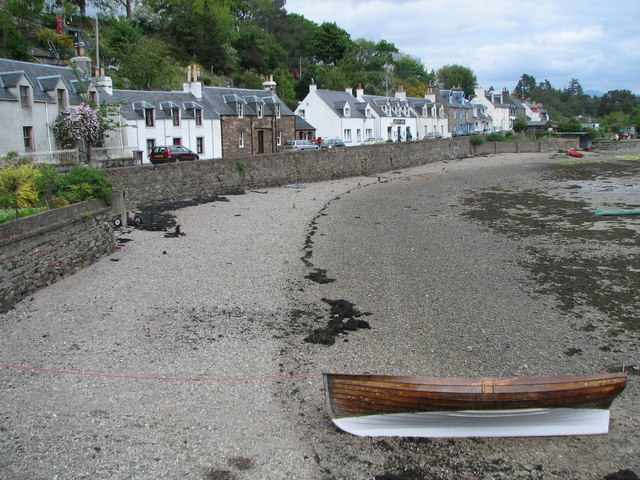
Plockton: la strada lungo il porto peschereccio

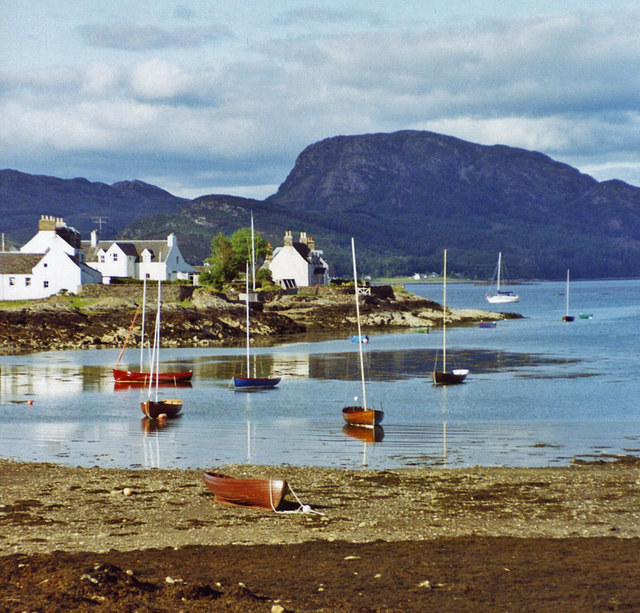
Imbarcazioni a Plockton

Plockton (in gaelico scozzese: Am Ploc.  o Ploc Loch Aillse) è un villaggio di circa 380 abitanti della costa nord-occidentale della Scozia, facente parte dell'area amministrativa dell'Highland (contea tradizionale: Ross and Cromarty) e situato nel punto di confluenza in cui il Loch Carron si congiunge con l'Oceano Atlantico Si tratta di uno dei luoghi più visitati del Wester Ross.

## Geografia fisica
Plockton si trova tra Stromeferry e Duirinish (rispettivamente ad ovest della prima e ad est della seconda), a circa 9 km a nord di Kyle of Lochalsh.
|  |

## Origini del nome
Il toponimo Plockton è formato dal termine gaelico ploc, che indica un accenno di promontorio, e dal termine inglese town, "città".
Un tempo, il villaggio era noto in gaelico come Baile na Bochdainn, ovvero "villaggio dei poveri".

## Storia

### Dalla fondazione ai giorni nostri
Il villaggio di Plockton, originariamente chiamato Am Ploc, è menzionato per la prima volta tra il 1787 e il 1794, quando un emissario del signore di Seaforth parlò della necessità di fondare un villaggio nella penisola di Plockton.
Nel 1786 l'area in cui sorge il villaggio fu menzionata da John Knox, fondatore della British Fishery Society, nel testo The Highlands and Hebrides come un luogo adatto per creare un nuovo centro dedito alla pesca.
Nel 1798 l'area fu comprata da Sir Hugh Innes. Con l'arrivo di Innes, furono costruite nel villaggio, allora chiamato Plocktown, vari edifici, molti dei quali con annesse fattorie.
|  |

La popolazione di Plockton iniziò a crescere soltanto a partire dal XIX secolo: nel 1841, quando il villaggio era definito "un attivo centro peschereccio con due scuole" , vi risiedevano 537 persone .
Il villaggio raggiunse il suo apice sia a livello demografico, sia come centro marittimo tra il 1850 e il 1880.

## Cultura

### Media
- Plockton fu una delle location del film del 1973, diretto da Robin Hardy, The Wicker Man[5]
- Negli anni novanta, fu girata a Plockton la fiction della BBC Hamish Macbeth[1]